# Khaled Saïdi
Khaled Saïdi (arabe : خالد سعيدي) est un footballeur tunisien. Il évolue au poste de défenseur au sein du Club africain.

## Biographie
Il atteint avec le Club africain la finale de la coupe d'Afrique des vainqueurs de coupe en 1990. Son équipe s'incline face au club nigérian des BBC Lions.
Il remporte ensuite la coupe des clubs champions africains en 1991 avec cette même équipe. Il s'impose en finale face au club ougandais du Nakivubo Villa.

## Carrière
- 1985-1995 : Club africain (Tunisie)

## Palmarès
Club africain
| - Championnat de Tunisie (2) : - Champion : 1990 et 1992. - Vice-champion : 1987, 1989 et 1991. - Coupe de Tunisie (1) : - Vainqueur : 1992. - Finaliste : 1988 et 1989. - Coupe des clubs champions africains (1) : - Vainqueur : 1991. |  | - Coupe d'Afrique des vainqueurs de coupe : - Finaliste : 1990. - Coupe arabe des clubs champions : - Finaliste : 1988. |